# AHS Centaur
L'AHS Centaur era un piroscafo britannico, in seguito convertito in nave ospedale dall'esercito australiano durante la seconda guerra mondiale.
La Centaur affondò in circostanze misteriose il 14 maggio 1943 al largo del Queensland, colpita da un siluro di un sottomarino non identificato, causando la morte di 268 delle 332 persone a bordo. Nonostante non siano state trovate prove definitive sui responsabili dell'affondamento, è ampiamente ritenuto come colpevole il sommergibile giapponese I-177, il cui comandante Hajime Nakagawa si sarebbe di lì a poco macchiato di altri crimini di guerra.

## Costruzione e servizio
La Centaur venne costruita tra il 1923 e il 1924 nei cantieri navali di Greenock, in Scozia, commissionata dalla Blue Funnel Line. Pensata soprattutto come nave cargo per il trasporto del bestiame, poteva portare anche una settantina di passeggeri.
Impiegata per il commercio con l'Asia, nel 1939 fu costretta a fermarsi ad Hong Kong per via di un guasto, dovendo poco dopo rifugiarsi in Australia per via dello scoppio della seconda guerra mondiale. Vista l'impossibilità di tornare in Europa, il governo britannico la donò infine all'esercito australiano, che la riadattò a nave ospedale.

## Affondamento
Il 12 maggio 1943 la Centaur partì da Sydney diretta a Port Moresby per recuperare i feriti della campagna della Nuova Guinea. Imbarcati su di essa c'erano 332 passeggeri, di cui 75 uomini d'equipaggio, il pilota dello Stretto di Torres Richard Salt (sopravvissuto all'affondamento), 64 tra dottori e infermieri e 193 soldati che avrebbero dovuto andare a combattere sul fronte papuano. Sapendo della presenza di sottomarini giapponesi nelle acque australiane, l'imbarcazione era stata da poco ripitturata per meglio evidenziarla come nave ospedale, e viaggiava con tutte le luci accese e con i simboli della Croce Rossa Internazionale ben in evidenza.
Nella notte del 14 maggio, mentre stava navigando al largo dell'isola di Moreton, alle ore 4:10 la Centaur venne scossa da una violenta esplosione, riconosciuta con certezza come quella di un siluro. Un grosso squarcio si era aperto sulla fiancata della nave in prossimità della sala macchine, causandone il rapidissimo affondamento in appena tre minuti. In quel momento la maggior parte dei passeggeri era addormentata sottocoperta, e molti non ebbero tempo di uscire e gettarsi in mare, restando quindi intrappolati nella nave. La Centaur affondò così in fretta che non fu possibile mandare alcun SOS.
I pochi scampati all'affondamento riuscirono ad aggrapparsi ad alcune scialuppe staccatesi dalla nave durante il risucchio o ad altri relitti e rimasero in acqua per circa 36 ore, venendo infine salvati dal cacciatorpediniere statunitense USS Mugford, diretto da un aereo che aveva per primo individuato i sopravvissuti. Durante l'attesa molti morirono per ipotermia, per le ferite riportate nell'esplosione della nave o per gli attacchi degli squali, e solo 64 persone vennero infine tratte in salvo. Tra i sopravvissuti si annoverarono il pilota Salt ed Helen Savage, l'unica delle dodici infermiere a bordo scampata al naufragio, premiata con la George Medal per l'assistenza che fornì in questo frangente nonostante le gravi ferite riportate.

## Conseguenze

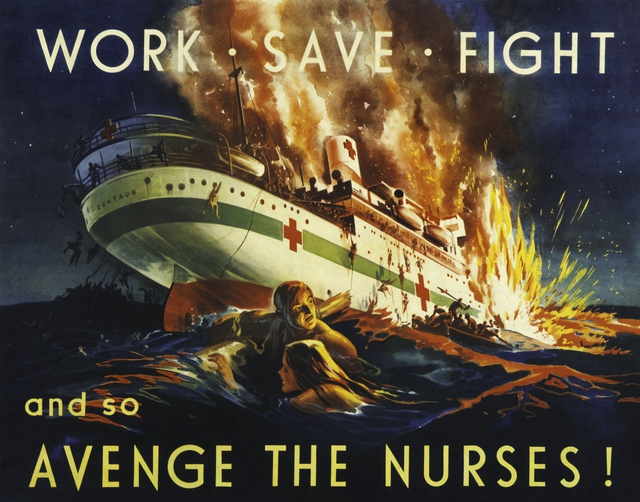
Manifesto propagandistico dell'affondamento della Centaur

### Ricordo dellaCentaur
L'affondamento della Centaur, a tutti gli effetti un crimine di guerra poiché colpire le navi ospedale era proibito dalle convenzioni dell'Aia, contribuì a rafforzare il patriottismo e lo sforzo bellico australiano, così come il sentimento antigiapponese. L'evento venne così sfruttato dalla propaganda per organizzare una nuova campagna di reclutamento, promossa col motto "Vendichiamo le infermiere" (Avenge the Nurses).
L'affondamento della Centaur venne commemorato con vari monumenti per tutto il Queensland, di cui uno posto al promontorio di Danger Point nel 1993, nel cinquantenario dell'evento. Il relitto della nave non venne rinvenuto fino al 2009, e una precedente identificazione del 1995 venne presto smentita.

### Responsabilità
Nonostante nell'immediato non fosse noto chi avesse affondato la Centaur, da indagini post-belliche venne identificato con relativa certezza come responsabile il sottomarino giapponese I-177, il cui comandante Hajime Nakagawa avrebbe in seguito commesso altri crimini di guerra come far mitragliare i sopravvissuti di un altro naufragio da lui causato. Nonostante Nakagawa abbia sempre negato la propria colpevolezza, lo stesso governo giapponese attribuì a lui l'affondamento nel suo resoconto ufficiale sulla guerra del 1979.
Non è noto il motivo per cui Nakagawa decise di affondare la Centaur. È stato supposto che, non avendo ancora colpito alcun bersaglio durante quel periodo di navigazione e non volendo essere "disonorato" presso gli alti comandi nipponici, abbia ordinato di silurare la nave ospedale come ripiego nonostante essa fosse ben identificabile.